# Spirála (manga)
Spirála (japonsky うずまき, Uzumaki) je japonská hororová seinen manga o třech svazcích, jejímž autorem je Džundži Itó. Manga původně vycházela v časopisu Big Comic Spirits nakladatelství Šógakukan v letech 1998 až 1999. V Česku mangu vydalo nakladatelství Zoner Press v letech 2010 až 2011. V roce 2000 byla vytvořena stejnojmenná adaptace v podobě hraného filmu. Na rok 2022 byl původně připravováno zpracování v podobě animovaného seriálu z produkce společností Production I.G USA a Adult Swim, které mělo animovat studio Drive. Seriál má být vyveden pouze v černobílých barvách a mít čtyři díly. Seriál vyšel až v roce 2024 a animovalo jej studio Fugaku.